# Economia de Gibraltar
Uma vez que Gibraltar não possui recursos agrícolas nem minerais, os seus habitantes, na maior parte, ganham a vida graças ao porto, às docas e às bases da NATO. As principais actividades económicas são as reparações navais, o abastecimento aos navios, as indústrias alimentares e de bebidas, o turismo, o comércio e os serviços de reexportação.
Embora a presença naval britânica em Gibraltar tenha diminuído muito desde o seu auge, antes da Segunda Guerra Mundial, o estreito de Gibraltar é uma das mais frequentadas vias marítimas do Mundo, com a passagem de um navio a cada seis minutos.